# 阿紐蒂內 (赫梅利尼茨基州)
49°19′29″N 27°35′18″E / 49.32472°N 27.58833°E
阿紐蒂內（烏克蘭語：Анютине）是位於烏克蘭西部的村莊，由赫梅利尼茨基州裡赫梅利尼茨基區的萊蒂奇夫市鎮負責管轄。該村面積0.43平方公里，海拔高度321米，2001年人口50，人口密度每平方公里115.2人。